# Georgenberg (Pleiskirchen)
Georgenberg ist ein Gemeindeteil der Gemeinde Pleiskirchen im oberbayerischen Landkreis Altötting.

## Lage
Georgenberg liegt etwa 2,5 Kilometer nordöstlich von Pleiskirchen. Nordwestlich des Dorfes befindet sich Straß, nordöstlich Geratskirchen, östlich Wald bei Winhöring.

## Geschichte
Im letzten Viertel des 12. Jahrhunderts ist ein Edelfreiengeschlecht nachweisbar, das sich nach Georgenberg benannte. Die Kirche wurde wohl damals als Eigenkirche dieses Edelfreiengeschlechtes erbaut. Georgenberg gehörte später zur Obmannschaft Pleiskirchen.
Als Teil der damaligen Gemeinde Unterpleiskirchen wurde Georgenberg durch den Zusammenschluss von Unterpleiskirchen mit Oberpleiskirchen am 1. Januar 1966 ein Teil der neu gegründeten Gemeinde Pleiskirchen.

## Baudenkmäler
Die Kirche St. Georg ist eine gotische Kirche aus dem 15. Jahrhundert auf älterer Grundlage wohl des 12./13. Jahrhunderts. Die 1978/1979 renovierte ehemalige Wallfahrtskirche wird von einem Friedhof mit Ummauerung des 17./18. Jahrhunderts umgeben.